# Brachythrix malawiensis
Brachythrix malawiensis là một loài thực vật có hoa trong họ Cúc. Loài này được G.V.Pope mô tả khoa học đầu tiên năm 1990.